# Tokmak
Tokmak (în ucraineană Токмак) este oraș regional în regiunea Zaporijjea, Ucraina. Deși subordonat direct regiunii, orașul este și reședința raionului Tokmak. 

## Demografie
Componența lingvistică a orașului Tokmak
     Ucraineană (70,25%)
     Rusă (29,35%)
     Alte limbi (0,15%)
Conform recensământului din 2001, majoritatea populației orașului Tokmak era vorbitoare de ucraineană (70,25%), existând în minoritate și vorbitori de rusă (29,35%).